# Biały Ług (rów)
Biały Ług – rów w rejonie Bełchatowa, a także nazwa pobliskich torfowisk. Użytek ten ma powierzchnię 12,12 ha. Torf wydobywano tu jeszcze przed wojną, jednakowoż woda znacznie to utrudniała. W związku z rozpoczęciem eksploatacji węgla brunatnego w KWB Bełchatów pod koniec 1980 r. w ciągu kilku lat rów wysechł, a torfowisko uległo degradacji i porosło brzozą brodawkowatą. W połowie lat 90. w Kopalni Bełchatów rozpoczęto realizację planów eksploatacyjnych. W tym też czasie kształt leja depresyjnego uległ zmianie i przestał on obejmować okoliczne tereny. Na Białym Ługu znowu pojawiła się woda, zalewając zagłębienia terenu, doprowadzając do obumarcia brzóz.
Obecnie teren ten cechuje się dużą różnorodnością organizmów.